# 石谷政清
石谷 政清（いしがや まさきよ）は、戦国時代から安土桃山時代にかけての武将。二階堂清長の子。『寛政重修諸家譜』等では通称として十郎右衛門とあるが、『新編武蔵風土記稿』等では十郎左衛門の通称が確認される。

## 家系
『寛永諸家系図伝』などに拠れば、遠江国佐野郡西郷石谷（現在の静岡県掛川市）を本貫とする石谷氏は藤原南家為憲流二階堂氏の流れを組むとされる。しかしながら、石谷氏の祖である石谷政清の曾祖父、二階堂行晴以前の系図は明らかではなく、二階堂行秋（因幡守，法名:行欽）－二階堂行晴－西郷行清－二階堂清長－石谷政清とされている。西郷民部少輔と二階堂行秋の妹との子の内、次男である行晴が二階堂行秋の後を継いだとされ、石谷氏を称した政清に至るまで何度も苗字を変更しており、政清自身は当初西郷氏を称していたとされる。この西郷氏については、『掛川市誌』などに拠れば、遠江三十六人衆に数えられ、山科家の地頭代として西郷庄に影響のあった西郷氏と関連性が見受けられるものの、俗説にある三河西郷氏との関連性は不明である。また、土岐石谷氏と混同される事もあるが、政清が石谷氏を称した由来により関連性は否定される。

## 生涯
政清は、二階堂氏、あるいは遠江国佐野郡西郷庄に由来する西郷氏を称していたと伝えられるが、遠江国佐野郡西郷石谷村に居住するようになった際、石谷村の西南にあった九つの巨石（石谷氏の名字及び家紋に由来するため、名字石、家紋石と俗称される）の付近あった村の氏神である八幡の廟を崇拝し、その地名から石谷氏を称したと言われる。西郷荘近辺、現在の俗称で美人谷城と呼ばれる砦跡付近に勢力を持ち、西郷十八士を従えて今川義元や今川氏真に仕えていたとされるが、永禄12年（1569年）1月26日には、当時掛川に侵攻してきた徳川家康から「右、五石半之飛鳥内一色百弐拾俵弐斗俵也、井前々屋敷分有由緒、令訴訟候間、為新給恩出置畢、永不可有相違、守此旨弥於令奉公者、重而可加扶助者也、仍如件……」と言う遠州飛鳥郷一色（現在の静岡県掛川市）を与えられる内容の書状を受け取っており、この時点で今川氏から離脱し、徳川氏の勢力下に移っていた事が分かる。その後、元亀2年（1571年）3月10日には息子である政信と清定と伴に召し出されて、徳川家康に仕えている。墓所は不明だが、狛江市にある泉龍寺の開基とされている。
なお、安倍七騎の石谷氏は遠江石谷氏の事であると言われており、石谷政清及びその子孫に関する名前や伝承に非常に類似点が見受けられるが、明示する物証は無い。

## 子女
- 入澤行重
通称は五右衛門。武田家に仕える。
- 石谷政信
徳川家旗本。通称は十右衛門。家康及び秀忠に仕える。多摩郡泉村の泉龍寺に葬られる。
- 呑説（孤峯呑雪）
出家して武蔵国成田龍淵寺の住職となる。徳川家康が狩りの際に太平山天釣院龍淵寺に立ち寄った時に、古馴染みである住職呑雪と再会し、寺の名前の縁起が良い事を合わせて、曹洞宗一派の総録を許すと伝えられたが辞去した。徳川家康は代わりに百石の寺領を許す御朱印を与えたという。
- 石谷清定
四男で徳川家旗本。貞清の父。通称は五郎大夫。家康に仕える。多摩郡泉村の泉龍寺に葬られる。
- 石谷清重
徳川秀忠に仕えるが、駿河国安倍郡足久保に退去したとされる。尾張藩の石谷氏は清重の子である石谷弥兵衛清春の子孫である。
- 桑原政重
通称は次郎左衛門。石谷清昌や石谷豊前守清定の先祖。

## 子孫
石谷政清の後裔を称する旗本家は、江戸時代中期頃の段階で4家あり、政清の子である石谷政信系の子孫700石、石谷清定系の子孫1,100石と2,500石、桑原政重系の子孫（石谷氏に復帰）800石を与えられている。加え、士林泝洄に拠れば、尾張藩士の石谷氏及び駿河国安倍郡足久保の石谷氏は政清の子孫である。また、同族の石ヶ谷、石貝は石谷の異体字である。孫には島原の乱において、幕府から派遣された板倉重昌の副将を務め大敗北し、後に北町奉行を務め丸橋忠弥を捕えた石谷貞清がいる。